# Prušnja vas
Prušnja vas je naselje v Občini Krško.